# Кенгуру Дориа
Кенгуру Дориа (лат. Dendrolagus dorianus) — крупный древесный кенгуру, эндемик Новой Гвинеи. Видовое название дано в честь итальянского зоолога, маркиза Джакомо Дориа (1840—1913).

## Описание
Длина тела составляет до 78 см, хвост длиной от 44 до 66 см, вес — 20 кг. Длинный густой мех тёмно-коричневого цвета. Уши чёрные, на середине спины имеется вихор из волос, хвост светло-коричневого окраса.

## Распространение
Вид является эндемиком Новой Гвинеи. Обитает в высокогорных районах на юго-востоке Папуа-Новой Гвинеи на высоте от 600 до 3650 м над уровнем моря. Населяет мшистые высокогорные тропические леса.

## Образ жизни
Кенгуру ищут питание как в кроне дерева, так и на земле. Питаются листьями, плодами, почками и цветками. Ведут одиночный образ жизни, объединяясь в пары только в период спаривания примерно на одну неделю. Период беременности длится 30 дней. Детёныш проводит в сумке матери до 10 месяцев.

## Подвиды
- Dendrolagus dorianus dorianus (Ramsay, 1883)
- Dendrolagus dorianus mayri (Rothschild & Dollman, 1933)
- Dendrolagus dorianus notatus (Matschie, 1916)